# Another Day (canção de Whigfield)
"Another Day" é uma canção da cantora dinamarquesa de eurodance Whigfield, que foi lançada em 1994 como segundo single da artista e de seu álbum homônimo (Whigfield). A canção obteve ótimo desempenho na Europa, chegando imediatamente aos top 30 na Alemanha, Dinamarca, Escócia, Espanha, Finlândia, França, Islândia, Irlanda, Itália, Holanda, Noruega, Suécia e Suíça, além de ter alcançado a posição de número 21 na Billboard Hot Dance Club Play e 7 no Reino Unido.
O jornal sueco Aftonbladet notou a música como "uma música muito boa e muito semelhante à Saturday Night", enquanto o editor da allmusic, William Cooper, descreveu a canção como "irresistivelmente cativante". Larry Flick (da Billboard) disse que está "voando por cima de sabores de kiddie". Ele observou que "as batidas têm uma energia rápida, e os sintetizadores têm um sabor brilhante e revestido de doces".

## Videoclipe
O videoclipe para "Another Day" pode ser visto como uma continuação do vídeo de "Saturday Night". No começo, Whigfield chega a um restaurante onde ela deveria encontrar alguém. A pessoa nunca aparece e Whigfield está cantando sentada sozinha em uma mesa. Um casal sentado ao lado dela tem um argumento e a mulher joga o conteúdo do copo no rosto do homem. Em seguida, algumas cenas mostram Whigfield esperando por alguém em um teatro, enquanto outras cenas mostram-lhe sentado nas escadas enquanto as pessoas vêm e vão. No final, ela pega um táxi para o hotel onde vive e prende suas coisas. A foto do homem que ela beijou na frente do espelho no vídeo de "Saturday Night" é colocada na mesa de cabeceira em seu quarto. Logo após Whigfield deixa a foto cair no chão e deixa o quarto de hotel.
O videoclipe da canção foi postado no YouTube em 2013. Em dezembro de 2020, o videoclipe já tinha mais de 2,4 milhões de visualizações.

## Lista de Faixas

#### UK: CD-Maxi: Systematic
1. Another Day (Radio Nite Mix)
2. Another Day (Club Remix)Another Day (Nite Mix)
3. Another Day (Another Mix)
4. Another Day (Two Man Remix)

#### Germany: CD-Maxi: ZYX Music
1. Another Day (Radio Nite Mix)
2. Another Day (Bubble Gum Radio)
3. Another Day (Bubble Gum Mix)
4. Another Day (Nite Mix)

#### Netherlands: CD-Maxi: Dino Music
1. Another Day (Radio Nite Mix) 4:04
2. Another Day (Bubble Gum Radio) 4:01
3. Another Day (Nite Mix) 5:00
4. Another Day (Radio Nite Mix) 4:02

#### Denmark: CD-Maxi: Denmark
1. Another Day (Radio Nite Mix)
2. Another Day (Bubble Gum Radio)
3. Another Day (Nite Mix)
4. Another Day (Bubble Gum Mix)

#### Australian CD Single
1. Another Day (Radio Nite Mix)
2. Another Day (Club Remix)
3. Another Day (BubbleGum Radio Mix)
4. Another Day (Two Men Remix)
5. Another Day (Another Day Mix)
6. Another Day (Nite Mix)
7. Another Day (Out of Time Remix)
8. Another Day (French Remix)

## Desempenho nas paradas musicais
| Parada musical (1994/95)                         | Melhor posição |
| ------------------------------------------------ | -------------- |
| Bélgica - (Ultratop 50 Flanders)                 | 32             |
| Canadá - (Dance/Urban - RPM)                     | 2              |
| Dinamarca - (IFPI)                               | 3              |
| Estados Unidos - (Billboard Hot Dance Club Play) | 21             |
| Escócia - (Official Charts Company)              | 7              |
| União Europeia - (Eurochart Hot 100 singles)     | 9              |
| Finlândia - (Suomen virallinen lista)            | 8              |
| França - (SNEP)                                  | 24             |
| Alemanha - (Official German Charts)              | 12             |
| Irlanda - (IRMA)                                 | 22             |
| Itália - (Musica e dischi)                       | 3              |
| Países Baixos - (Dutch Top 40)                   | 32             |
| Noruega - (VG-lista)                             | 9              |
| Espanha - (AFYVE)                                | 6              |
| Suécia - (Sverigetopplistan)                     | 39             |
| Suíça - (Schweizer Hitparade)                    | 9              |
| Reino Unido - (The Official Chart Company)       | 7              |